# Giammaria Mazzuchelli
Giovanni Maria (Giammaria) Mazzu(c)chelli, född den 28 november 1707 i Brescia, död där den 19 november 1765, var en italiensk greve och litteraturhistoriker. 
Mazzuchelli, som var bibliotekstjänsteman i sin hemstad, samlade och ordnade materialet till ett i anläggningen storartat biografiskt verk, Gli scrittori d'Italia, cioè notizie storiche et critiche intorno alle vite ed agli scritti dei letterati italiani (1753–1763), vid vars utarbetande flera lärda män bistod honom. De sex band, som utkom, omfattade dock endast bokstäverna A-B. Efter Mazzuchellis död fortsattes arbetet i blygsammare skala av Giovanni Battista Rodella.